# Proclamation of Rebellion

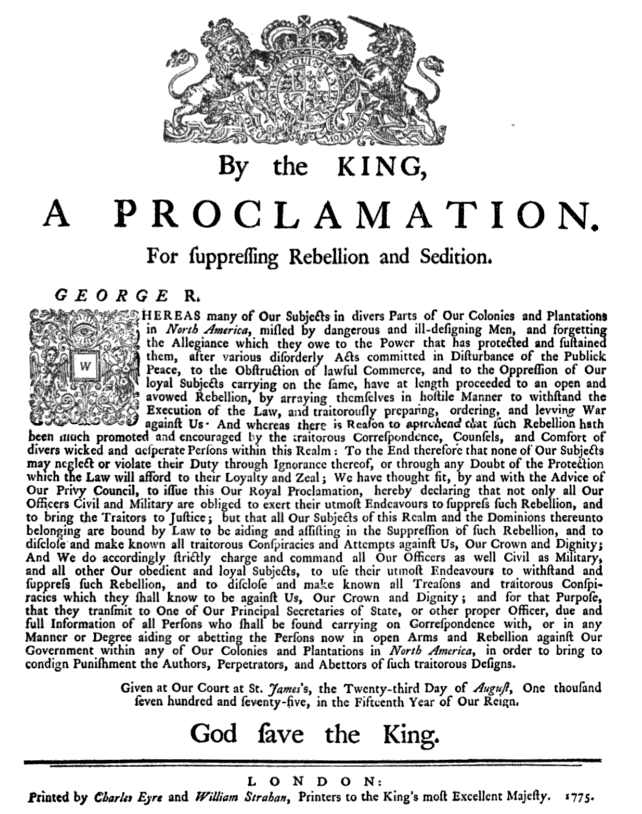
Scan dokumentu Proclamation of Rebellion krále Jiřího III. z 23. srpna 1775.

Proclamation of Rebellion bylo prohlášení britského parlamentu o potlačení povstání amerických kolonií, oficiálně nazvané Prohlášení o potlačení povstání a pobuřování. Byla to reakce Jiřího III.na zprávy o bitvě na Bunker Hill na začátku americké revoluční války.

## Příčina
Prohlášení byl vydáno 23. srpna 1775 a označilo situaci v amerických koloniích za stav „otevřené a podporované vzpoury“. Nařizovalo představitelům Britské říše „aby se maximálně snažili vydržet a potlačit tuto vzpouru“. Prohlášení také povzbuzovalo subjekty v celé říši, včetně těch ve Velké Británii aby ohlásili kohokoli, kdo pokračuje v "zrádné korespondenci" s rebely, aby je bylo možno potrestat. Král Jiří III. vydal prohlášení Proclamation of Rebellion ještě dříve než ministr pro záležitosti kolonií lord Dartmouth dostal kopii petice Olive Branch Petition, kterou pro anglického krále vypracoval druhý kontinentální kongres. Přestože král odmítl petici přijmout, Proclamation of Rebellion účinně posloužila jako odpověď. Dne 27. října 1775 kabinet lorda Northa (vedl vládu Jiřího III. od roku 1770 do 1782) rozšířil proklamaci ve své řeči "Speech from the Throne", v projevu, který král přečetl při zahájení zasedání parlamentu. V tomto projevu Jiří III. trval na tom, že vzpoura byla podporována „spiknutím zoufalců“, vůdců, jejichž proklamovaná věrnost králi nebyla upřímná; to, co rebelové opravdu chtěli, řekl král, bylo vytvoření „nezávislé říše“. Řeč ukázala, že král měl v úmyslu vypořádat se s krizí ozbrojenými silami a dokonce zvažoval „přátelské nabídky zahraniční pomoci“, aby potlačil povstání, aniž by postavil Brita proti Britovi. Proamerická menšina v parlamentu ho varovala, že tím vláda tlačí kolonisty k vyhlášení nezávislosti, a to i přesto, že mnozí koloniální vůdci trvali na tom, že si nezávislost nepřejí.

## Důsledky
Druhý kontinentální kongres vydal odpověď na proklamaci 6. prosince a uvedl, že zatímco oni byli vždy věrní králi, britský parlament nikdy neměl legitimní nárok na vládu nad kolonisty, neboť kolonie nebyly v britském parlamentu demokraticky zastoupeny. Kongres dále tvrdil, že je jeho povinností i nadále upozorňovat na porušování britské ústavy ze strany britského parlamentu. Dále Kongres uvedl, že pokud budou jejich příznivci ve Velké Británii potrestáni za „zvýhodňování, napomáhání nebo souhlas s americkou svobodou“, bude následovat odveta. Delegáti kongresu také uvedli, že stále doufají, že se vyhnou „pohromám občanské války“. Proclamation of Rebellion a Speech from the Throne nasměroval k nezávislosti i ty umírněné delegáty kontinentálního kongresu jako byl John Dickinson, kteří doufali, že král najde způsob, jak vyřešit spor mezi koloniemi a parlamentem. Když se ukázalo, že král není nakloněn smíru, pouto mezi koloniemi a parlamentem výrazně zesláblo. Idea prohlášení nezávislosti se stala skutečností, která vyvrcholila podepsáním Deklarace nezávislosti Spojených států dne 4. července 1776.